# Gautier Larsonneur
Gautier Larsonneur (Saint-Renan, Bretaña, 23 de febrero de 1997) es un futbolista francés que juega en la demarcación de portero para el A. S. Saint-Étienne de la Ligue 2 de Francia.

## Biografía
Empezó a formarse como futbolista en las filas inferiores del Stade Brestois 29 hasta que finalmente en 2017 subió al primer equipo. Hizo su debut con el primer equipo el 8 de agosto de 2017 en un encuentro de la Copa de la Liga de Francia contra el París F. C., donde disputó la totalidad del encuentro. Tres días después debutó en la Ligue 2 contra el GFCO Ajaccio. Tras ayudar a dejar al equipo en segunda posición en el campeonato, ascendió a la Ligue 1.
En julio de 2022 renovó su contrato con el conjunto bretón y fue cedido por una temporada al Valenciennes F. C. En enero se canceló la cesión y fue traspasado al A. S. Saint-Étienne con el que firmó hasta 2025.

## Clubes
| Club                        | País    | Año       | Partidos | Goles |
| --------------------------- | ------- | --------- | -------- | ----- |
| Stade Brestois 29 II        | Francia | 2014-2017 | 39       | 0     |
| Stade Brestois 29           | Francia | 2017-2022 | 141      | 0     |
| Valenciennes F. C. (cedido) | Francia | 2022-2023 | 18       | 0     |
| A. S. Saint-Étienne         | Francia | 2023-     | 91       | 0     |